# Acmaeodera verityi
Acmaeodera verityi är en skalbaggsart som beskrevs av Frederic Westcott 1971. Acmaeodera verityi ingår i släktet Acmaeodera och familjen praktbaggar. Inga underarter finns listade i Catalogue of Life.